# Mah Chuchak Begum
Mah Cuchak Begun (en persa: ماہ چوچک بیگم‎) (? - 1564) fue emperatriz consorte del Imperio mogol como segunda esposa del emperador Humayun.  Fue una mujer ambiciosa que gobernó Kabul y tuvo su propio ejército. Ella mismo encabezó un ejército en persona, y derrotó a Munim Khan, en Jalalabad.

## Juventud
Ella fue hermana de Bairam Oghlan, de Arghun, y de Faridun Khan Kabuli. Se casó con Humayun en 1546. Tuvo dos hijos: Muhammad Hakim Mirza y Farrukhfal Mirza, y cuatro hijas: Bakht-un-Nissa Begum, Sakina Banu Begum, Amina Banu Begum y Fakhr-un-Nissa Begum.

## Influencia política
Ella fue una de las damas que más problemas dieron al emperador Akbar durante los primeros años de su reinado. Su hijo fue Mirza Muhammad Hakim. En 1554, Humayun, lo nombró Gobernador de Kabul. bajo la regencia de Munim Khan. En 1566, Akbar, ratificó el nombramiento realizado por su padre. En 1561, Munim Khan viajó hacia la corte mogol y su hijo, Ghani, tomó su lugar como regente de Kabul. Mah Chuchak fue una mujer políticamente ambiciosa. Un día, ella decidió expulsar a Ghani y tomó para sí misma la regencia de Kabul. De esta forma, Ghani se vio obligado a regresar a la India. Cuando Akbar tuvo noticias sobre esto, envió a Munim Khan junto con un ejército contra Mah Chuchak. Esta, junto a su propio ejército, derrotó a Munim en Jalalabad. Ella gobernó Kabul con la ayuda de tres consejeros, dos de los cuales fueron asesinados.
Durante esa época, un tal Shah Abdul Maali, quien pertenecía a una familia de grandes Sayyids de Termez, escapó de la cárcel de Lahore y llegó a Kabul, suplicando refugio a Mah Chuchak. Ella le dio la bienvenida, se mostró muy generosa con él y lo desposó con su hija Fakhr-un-Nisa Begum.

## Muerte y consecuencias
Shah Abdul Maali pronto se cansó de la dominancia y las interferencias de Mah Chuchak, ambicionaba el gobierno de Kabul para sí mismo, así que la mató en 1564 en la fortaleza de Bala Hissar. El hermanastro de Akbar y el hijo de Mah Chuchak fueron rescatados por Mirza Sulaiman de Badakshan, quien derrotó a Abdul Maali y ayudó a Mirza Hakim para mantener su control sobre Kabul.

## En la cultura popular
Desde 2013,  se emite una serie televisiva, llamada Jodha Akbar en Zee televisión, en qué el personaje de Mah Chuchak está interpretado por la actriz, Mita Vashisht.